# Lipotriches comberi
Lipotriches comberi är en biart som först beskrevs av Cockerell 1911.  Lipotriches comberi ingår i släktet Lipotriches och familjen vägbin. Inga underarter finns listade i Catalogue of Life.